# Họ Cầy Madagascar
Họ Cầy Madagascar (Eupleridae) là một họ động vật có vú thuộc Bộ Ăn thịt đặc hữu ở Madagascar gồm 9 loài còn sống tồn trong 7 chi, thường được gọi là cầy Malagasy hoặc thú ăn thịt Malagasy. Loài được biết đến nhiều nhất là cầy fossa (Cryptoprocta ferox), thuộc phân họ Euplerinae. Tất cả các loài trong phân họ Euplerinae trước đây được xếp vào Họ Cầy (Viverridae), trong khi tất cả các loài trong phân họ Galidiinae được xếp vào Họ Cầy lỏn (Herpestidae). Họ Eupleridae được Chenu miêu tả năm 1850.
Các nghiên cứu phân tử gần đây chỉ ra rằng 10 loài thú ăn thịt sống ở Madagascar đã tiến hóa từ một tổ tiên được cho là đã di cư bằng đường biển từ lục địa châu Phi đến Madagascar 18 đến 24 triệu năm trước. Điều này làm cho thú ăn thịt Malagasy trở thành một nhánh. Chúng có họ hàng gần gũi nhất với những loài cầy lỏn thật sự của Họ Herpestidae. Cầy fossa và cầy hương Madagascar (Fossa fossana) tiến hóa khá khác biệt so với các loài còn lại của nhánh này.
Tất cả các loài trong họ này được xem là các loài bị đe dọa do sự hủy hoại môi trường sống, cũng như sự săn mồi và cạnh tranh giữa các loài không phải ở bản địa.

## Phân loại
- Họ Eupleridae
  - Phân họ Euplerinae
    - Cầy fossa: Cryptoprocta ferox
    - Cầy fossa khổng lồ: Cryptoprocta spelea (tuyệt chủng)
    - Cầy falanouc: Eupleres goudotii
    - Cầy falanouc phương Tây: Eupleres major (thường được coi như là một phân loài của Eupleres goudotii và được tách ra thành loài mới vào năm 2010')'
    - Cầy hương Madagascar: Fossa fossana

  - Phân họ Galidiinae
    - Cầy mangut đuôi vòng: Galidia elegans
    - Cầy mangut sọc rộng: Galidictis fasciata
    - Cầy mangut sọc lớn: Galidictis grandidieri
    - Cầy mangut sọc hẹp: Mungotictis decemlineata
    - Cầy mangut đuôi nâu: Salanoia concolor
    - Cầy mangut Durrell: Salanoia durrelli

### Cây phát sinh gen
Các mối quan hệ phát sinh loài của thú ăn thị Malagasy (Họ Eupleridae) được thể hiện trong bảng sau:

| Cryptoprocta | \| \| Cryptoprocta ferox (Fossa) \| \| \| \| \| \| †Cryptoprocta spelea (Cầy fossa khổng lồ) \| \| \| \| |
|              | \| \| Cryptoprocta ferox (Fossa) \| \| \| \| \| \| †Cryptoprocta spelea (Cầy fossa khổng lồ) \| \| \| \| |
| Fossa        | Fossa fossana (Cầy hương Madagascar)                                                                     |
|              | Fossa fossana (Cầy hương Madagascar)                                                                     |
|              | Cryptoprocta ferox (Fossa)                                                                               |
|              | |
|              | †Cryptoprocta spelea (Cầy fossa khổng lồ)                                                                |
|              | |

|  | Cryptoprocta ferox (Fossa)                |
|  |                                           |
|  | †Cryptoprocta spelea (Cầy fossa khổng lồ) |
|  |                                           |

|  | Eupleres major (Cầy falanouc phương Tây) |
|  |                                          |
|  | Eupleres goudotii (Cầy falanouc)         |
|  |                                          |

| Cryptoprocta | \| \| Cryptoprocta ferox (Fossa) \| \| \| \| \| \| †Cryptoprocta spelea (Cầy fossa khổng lồ) \| \| \| \| |
|              | \| \| Cryptoprocta ferox (Fossa) \| \| \| \| \| \| †Cryptoprocta spelea (Cầy fossa khổng lồ) \| \| \| \| |
| Fossa        | Fossa fossana (Cầy hương Madagascar)                                                                     |
|              | Fossa fossana (Cầy hương Madagascar)                                                                     |
|              | Cryptoprocta ferox (Fossa)                                                                               |
|              | |
|              | †Cryptoprocta spelea (Cầy fossa khổng lồ)                                                                |
|              | |

|  | Cryptoprocta ferox (Fossa)                |
|  |                                           |
|  | †Cryptoprocta spelea (Cầy fossa khổng lồ) |
|  |                                           |

|  | Eupleres major (Cầy falanouc phương Tây) |
|  |                                          |
|  | Eupleres goudotii (Cầy falanouc)         |
|  |                                          |

|  | Galidictis fasciata (Cầy mangut sọc rộng)   |
|  |                                             |
|  | Galidictis grandidieri (Cầy mangut sọc lớn) |
|  |                                             |

| Salanoia    | \| \| Salanoia durrelli (Cầy mangut Durrell) \| \| \| \| \| \| Salanoia concolor (Cầy mangut đuôi nâu) \| \| \| \| |
|             | \| \| Salanoia durrelli (Cầy mangut Durrell) \| \| \| \| \| \| Salanoia concolor (Cầy mangut đuôi nâu) \| \| \| \| |
| Mungotictis | Mungotictis decemlineata (Cầy mangut sọc hẹp)                                                                      |
|             | Mungotictis decemlineata (Cầy mangut sọc hẹp)                                                                      |
|             | Salanoia durrelli (Cầy mangut Durrell)                                                                             |
|             | |
|             | Salanoia concolor (Cầy mangut đuôi nâu)                                                                            |
|             | |

|  | Salanoia durrelli (Cầy mangut Durrell)  |
|  |                                         |
|  | Salanoia concolor (Cầy mangut đuôi nâu) |
|  |                                         |

|  | Galidictis fasciata (Cầy mangut sọc rộng)   |
|  |                                             |
|  | Galidictis grandidieri (Cầy mangut sọc lớn) |
|  |                                             |

| Salanoia    | \| \| Salanoia durrelli (Cầy mangut Durrell) \| \| \| \| \| \| Salanoia concolor (Cầy mangut đuôi nâu) \| \| \| \| |
|             | \| \| Salanoia durrelli (Cầy mangut Durrell) \| \| \| \| \| \| Salanoia concolor (Cầy mangut đuôi nâu) \| \| \| \| |
| Mungotictis | Mungotictis decemlineata (Cầy mangut sọc hẹp)                                                                      |
|             | Mungotictis decemlineata (Cầy mangut sọc hẹp)                                                                      |
|             | Salanoia durrelli (Cầy mangut Durrell)                                                                             |
|             | |
|             | Salanoia concolor (Cầy mangut đuôi nâu)                                                                            |
|             | |

|  | Salanoia durrelli (Cầy mangut Durrell)  |
|  |                                         |
|  | Salanoia concolor (Cầy mangut đuôi nâu) |
|  |                                         |

|  | Galidictis fasciata (Cầy mangut sọc rộng)   |
|  |                                             |
|  | Galidictis grandidieri (Cầy mangut sọc lớn) |
|  |                                             |

| Salanoia    | \| \| Salanoia durrelli (Cầy mangut Durrell) \| \| \| \| \| \| Salanoia concolor (Cầy mangut đuôi nâu) \| \| \| \| |
|             | \| \| Salanoia durrelli (Cầy mangut Durrell) \| \| \| \| \| \| Salanoia concolor (Cầy mangut đuôi nâu) \| \| \| \| |
| Mungotictis | Mungotictis decemlineata (Cầy mangut sọc hẹp)                                                                      |
|             | Mungotictis decemlineata (Cầy mangut sọc hẹp)                                                                      |
|             | Salanoia durrelli (Cầy mangut Durrell)                                                                             |
|             | |
|             | Salanoia concolor (Cầy mangut đuôi nâu)                                                                            |
|             | |

|  | Salanoia durrelli (Cầy mangut Durrell)  |
|  |                                         |
|  | Salanoia concolor (Cầy mangut đuôi nâu) |
|  |                                         |

|  | Galidictis fasciata (Cầy mangut sọc rộng)   |
|  |                                             |
|  | Galidictis grandidieri (Cầy mangut sọc lớn) |
|  |                                             |

| Salanoia    | \| \| Salanoia durrelli (Cầy mangut Durrell) \| \| \| \| \| \| Salanoia concolor (Cầy mangut đuôi nâu) \| \| \| \| |
|             | \| \| Salanoia durrelli (Cầy mangut Durrell) \| \| \| \| \| \| Salanoia concolor (Cầy mangut đuôi nâu) \| \| \| \| |
| Mungotictis | Mungotictis decemlineata (Cầy mangut sọc hẹp)                                                                      |
|             | Mungotictis decemlineata (Cầy mangut sọc hẹp)                                                                      |
|             | Salanoia durrelli (Cầy mangut Durrell)                                                                             |
|             | |
|             | Salanoia concolor (Cầy mangut đuôi nâu)                                                                            |
|             | |

|  | Salanoia durrelli (Cầy mangut Durrell)  |
|  |                                         |
|  | Salanoia concolor (Cầy mangut đuôi nâu) |
|  |                                         |

| Cryptoprocta | \| \| Cryptoprocta ferox (Fossa) \| \| \| \| \| \| †Cryptoprocta spelea (Cầy fossa khổng lồ) \| \| \| \| |
|              | \| \| Cryptoprocta ferox (Fossa) \| \| \| \| \| \| †Cryptoprocta spelea (Cầy fossa khổng lồ) \| \| \| \| |
| Fossa        | Fossa fossana (Cầy hương Madagascar)                                                                     |
|              | Fossa fossana (Cầy hương Madagascar)                                                                     |
|              | Cryptoprocta ferox (Fossa)                                                                               |
|              | |
|              | †Cryptoprocta spelea (Cầy fossa khổng lồ)                                                                |
|              | |

|  | Cryptoprocta ferox (Fossa)                |
|  |                                           |
|  | †Cryptoprocta spelea (Cầy fossa khổng lồ) |
|  |                                           |

|  | Eupleres major (Cầy falanouc phương Tây) |
|  |                                          |
|  | Eupleres goudotii (Cầy falanouc)         |
|  |                                          |

| Cryptoprocta | \| \| Cryptoprocta ferox (Fossa) \| \| \| \| \| \| †Cryptoprocta spelea (Cầy fossa khổng lồ) \| \| \| \| |
|              | \| \| Cryptoprocta ferox (Fossa) \| \| \| \| \| \| †Cryptoprocta spelea (Cầy fossa khổng lồ) \| \| \| \| |
| Fossa        | Fossa fossana (Cầy hương Madagascar)                                                                     |
|              | Fossa fossana (Cầy hương Madagascar)                                                                     |
|              | Cryptoprocta ferox (Fossa)                                                                               |
|              | |
|              | †Cryptoprocta spelea (Cầy fossa khổng lồ)                                                                |
|              | |

|  | Cryptoprocta ferox (Fossa)                |
|  |                                           |
|  | †Cryptoprocta spelea (Cầy fossa khổng lồ) |
|  |                                           |

|  | Eupleres major (Cầy falanouc phương Tây) |
|  |                                          |
|  | Eupleres goudotii (Cầy falanouc)         |
|  |                                          |

|  | Galidictis fasciata (Cầy mangut sọc rộng)   |
|  |                                             |
|  | Galidictis grandidieri (Cầy mangut sọc lớn) |
|  |                                             |

| Salanoia    | \| \| Salanoia durrelli (Cầy mangut Durrell) \| \| \| \| \| \| Salanoia concolor (Cầy mangut đuôi nâu) \| \| \| \| |
|             | \| \| Salanoia durrelli (Cầy mangut Durrell) \| \| \| \| \| \| Salanoia concolor (Cầy mangut đuôi nâu) \| \| \| \| |
| Mungotictis | Mungotictis decemlineata (Cầy mangut sọc hẹp)                                                                      |
|             | Mungotictis decemlineata (Cầy mangut sọc hẹp)                                                                      |
|             | Salanoia durrelli (Cầy mangut Durrell)                                                                             |
|             | |
|             | Salanoia concolor (Cầy mangut đuôi nâu)                                                                            |
|             | |

|  | Salanoia durrelli (Cầy mangut Durrell)  |
|  |                                         |
|  | Salanoia concolor (Cầy mangut đuôi nâu) |
|  |                                         |

|  | Galidictis fasciata (Cầy mangut sọc rộng)   |
|  |                                             |
|  | Galidictis grandidieri (Cầy mangut sọc lớn) |
|  |                                             |

| Salanoia    | \| \| Salanoia durrelli (Cầy mangut Durrell) \| \| \| \| \| \| Salanoia concolor (Cầy mangut đuôi nâu) \| \| \| \| |
|             | \| \| Salanoia durrelli (Cầy mangut Durrell) \| \| \| \| \| \| Salanoia concolor (Cầy mangut đuôi nâu) \| \| \| \| |
| Mungotictis | Mungotictis decemlineata (Cầy mangut sọc hẹp)                                                                      |
|             | Mungotictis decemlineata (Cầy mangut sọc hẹp)                                                                      |
|             | Salanoia durrelli (Cầy mangut Durrell)                                                                             |
|             | |
|             | Salanoia concolor (Cầy mangut đuôi nâu)                                                                            |
|             | |

|  | Salanoia durrelli (Cầy mangut Durrell)  |
|  |                                         |
|  | Salanoia concolor (Cầy mangut đuôi nâu) |
|  |                                         |

|  | Galidictis fasciata (Cầy mangut sọc rộng)   |
|  |                                             |
|  | Galidictis grandidieri (Cầy mangut sọc lớn) |
|  |                                             |

| Salanoia    | \| \| Salanoia durrelli (Cầy mangut Durrell) \| \| \| \| \| \| Salanoia concolor (Cầy mangut đuôi nâu) \| \| \| \| |
|             | \| \| Salanoia durrelli (Cầy mangut Durrell) \| \| \| \| \| \| Salanoia concolor (Cầy mangut đuôi nâu) \| \| \| \| |
| Mungotictis | Mungotictis decemlineata (Cầy mangut sọc hẹp)                                                                      |
|             | Mungotictis decemlineata (Cầy mangut sọc hẹp)                                                                      |
|             | Salanoia durrelli (Cầy mangut Durrell)                                                                             |
|             | |
|             | Salanoia concolor (Cầy mangut đuôi nâu)                                                                            |
|             | |

|  | Salanoia durrelli (Cầy mangut Durrell)  |
|  |                                         |
|  | Salanoia concolor (Cầy mangut đuôi nâu) |
|  |                                         |

|  | Galidictis fasciata (Cầy mangut sọc rộng)   |
|  |                                             |
|  | Galidictis grandidieri (Cầy mangut sọc lớn) |
|  |                                             |

| Salanoia    | \| \| Salanoia durrelli (Cầy mangut Durrell) \| \| \| \| \| \| Salanoia concolor (Cầy mangut đuôi nâu) \| \| \| \| |
|             | \| \| Salanoia durrelli (Cầy mangut Durrell) \| \| \| \| \| \| Salanoia concolor (Cầy mangut đuôi nâu) \| \| \| \| |
| Mungotictis | Mungotictis decemlineata (Cầy mangut sọc hẹp)                                                                      |
|             | Mungotictis decemlineata (Cầy mangut sọc hẹp)                                                                      |
|             | Salanoia durrelli (Cầy mangut Durrell)                                                                             |
|             | |
|             | Salanoia concolor (Cầy mangut đuôi nâu)                                                                            |
|             | |

|  | Salanoia durrelli (Cầy mangut Durrell)  |
|  |                                         |
|  | Salanoia concolor (Cầy mangut đuôi nâu) |
|  |                                         |

## Hình ảnh

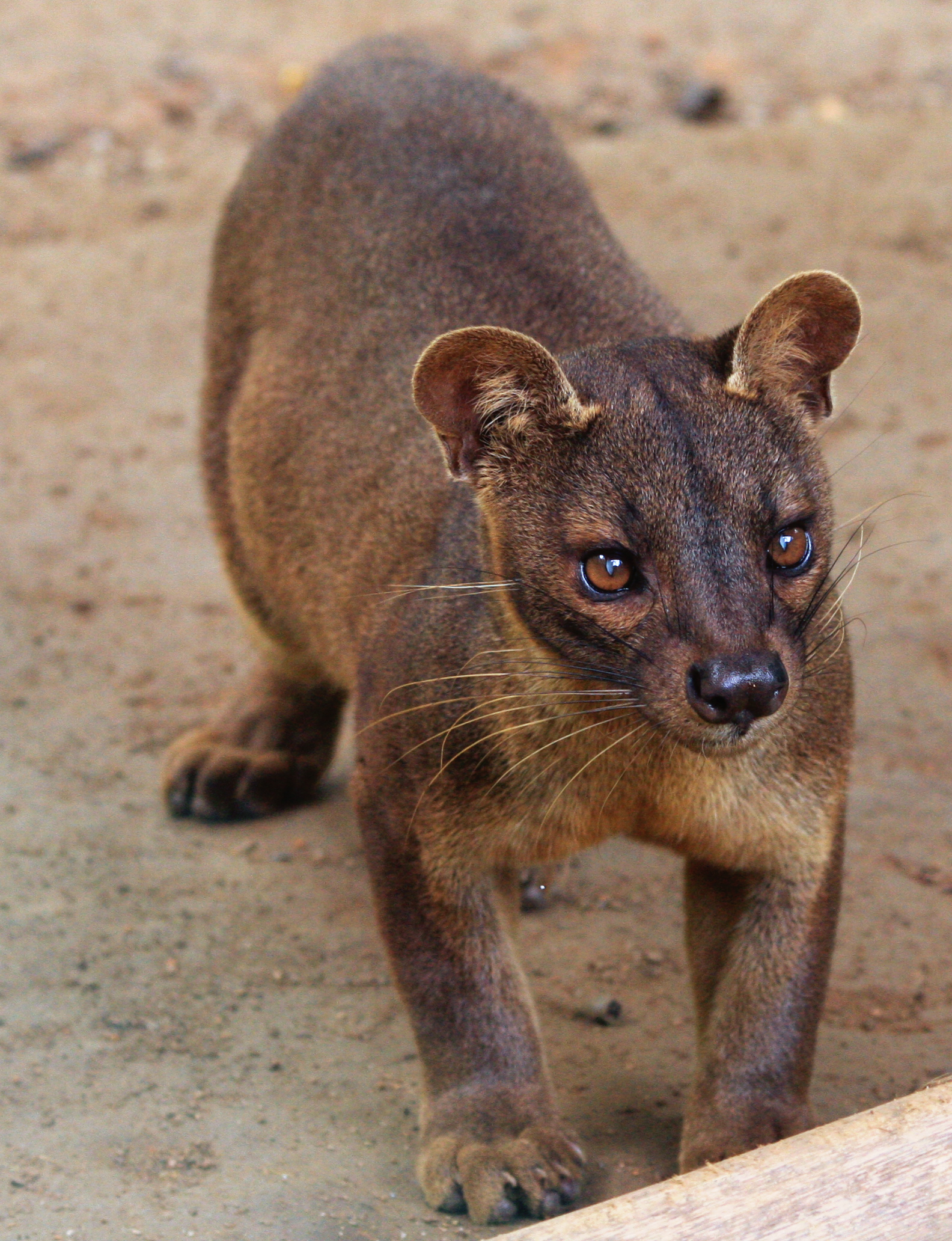
Cầy fossa (Cryptoprocta ferox)
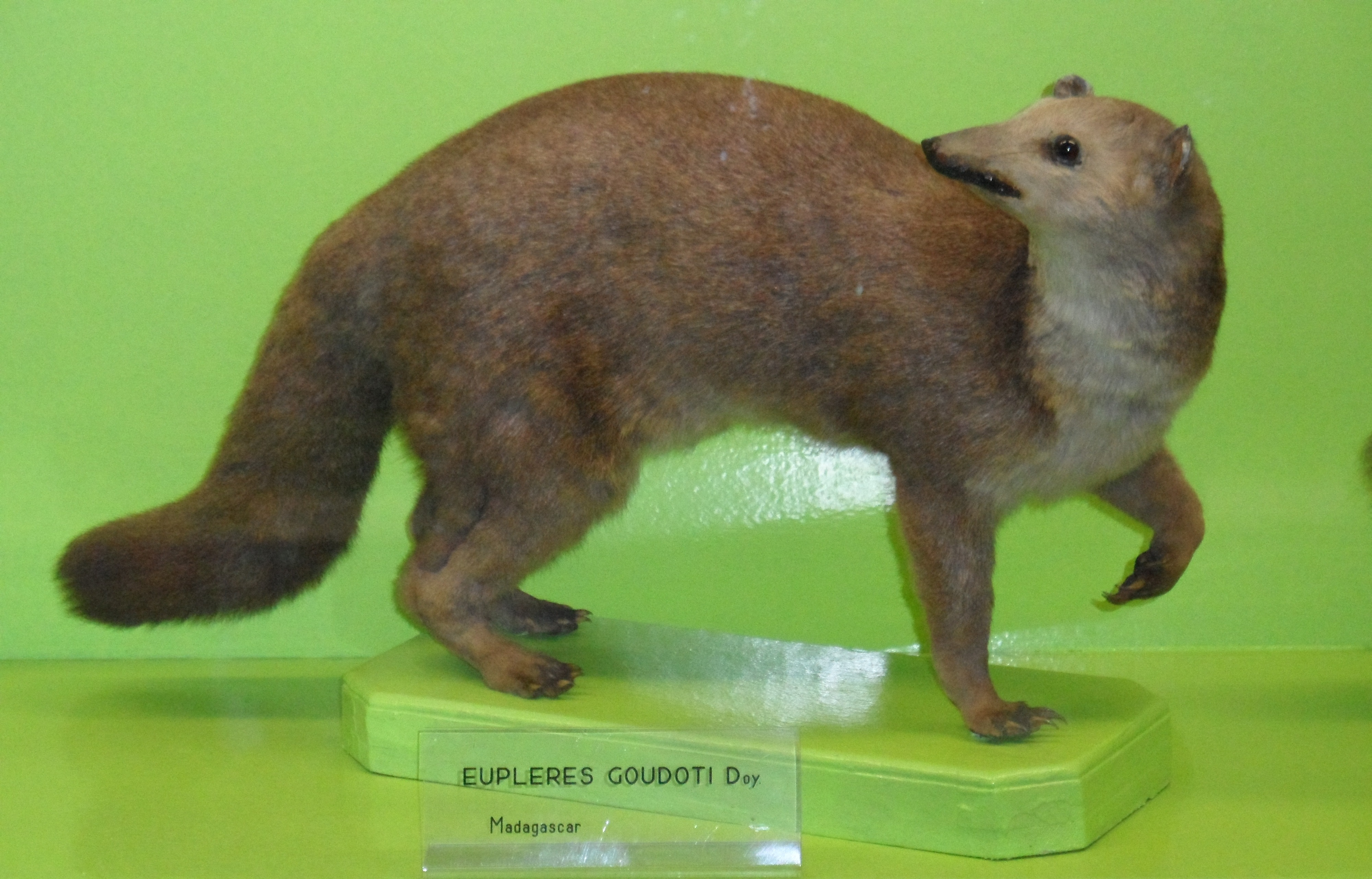
Cầy falanouc phương Tây (Eupleres major)
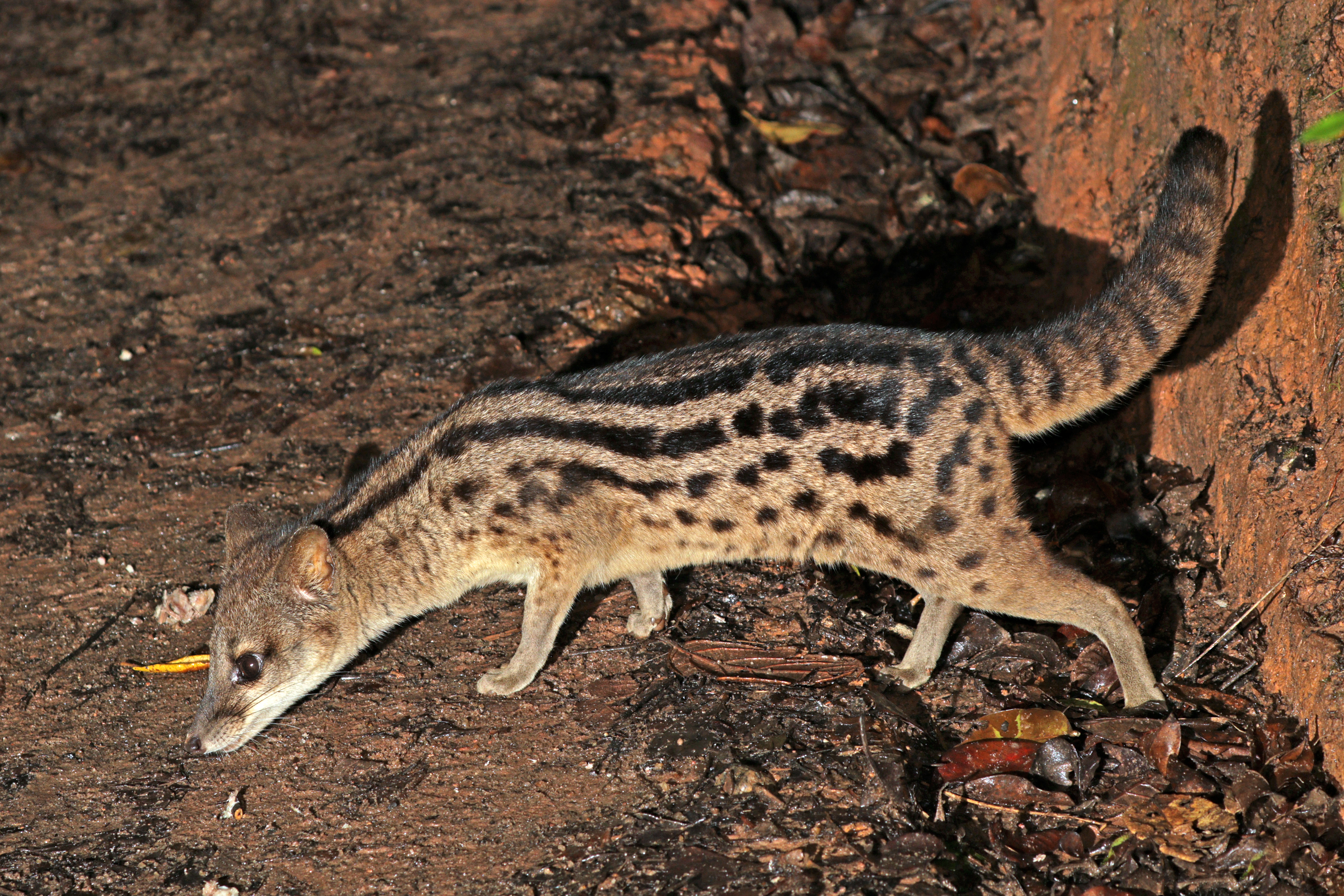
Cầy hương Madagascar (Fossa fossana)
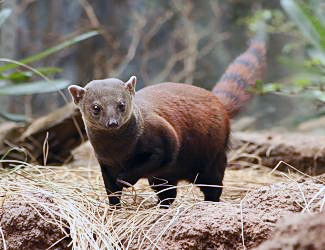
Cầy mangut đuôi vòng (Galidia elegans)
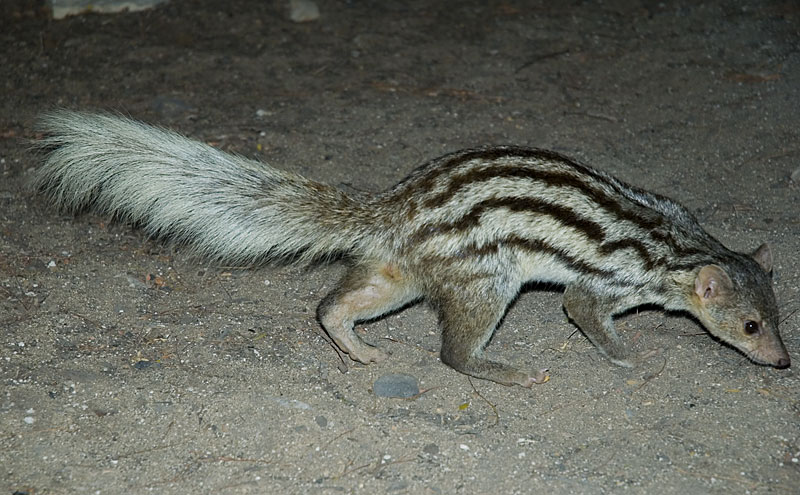
Cầy mangut sọc rộng (Galidictis fasciata)
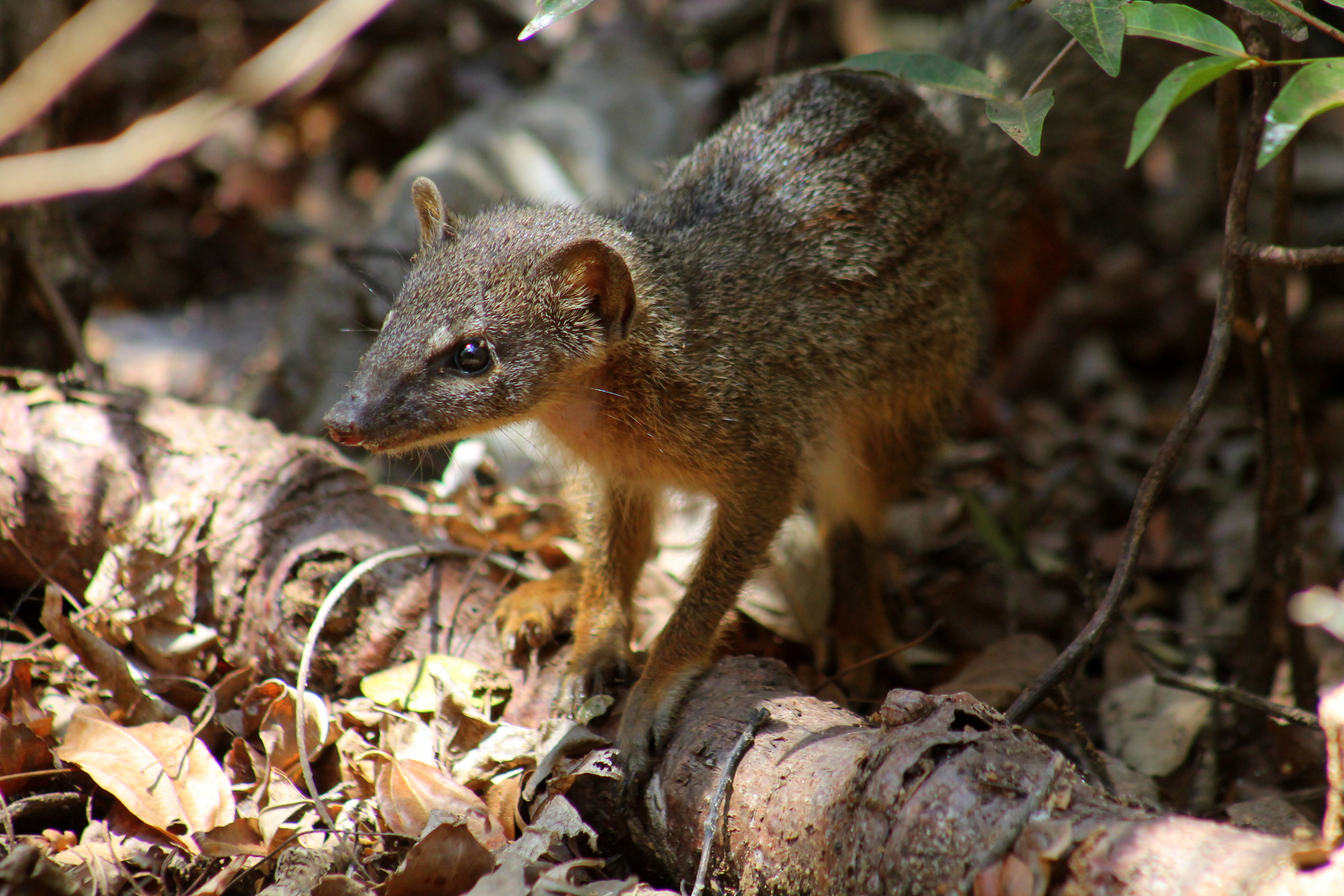
Cầy mangut sọc hẹp (Mungotictis decemlineata)
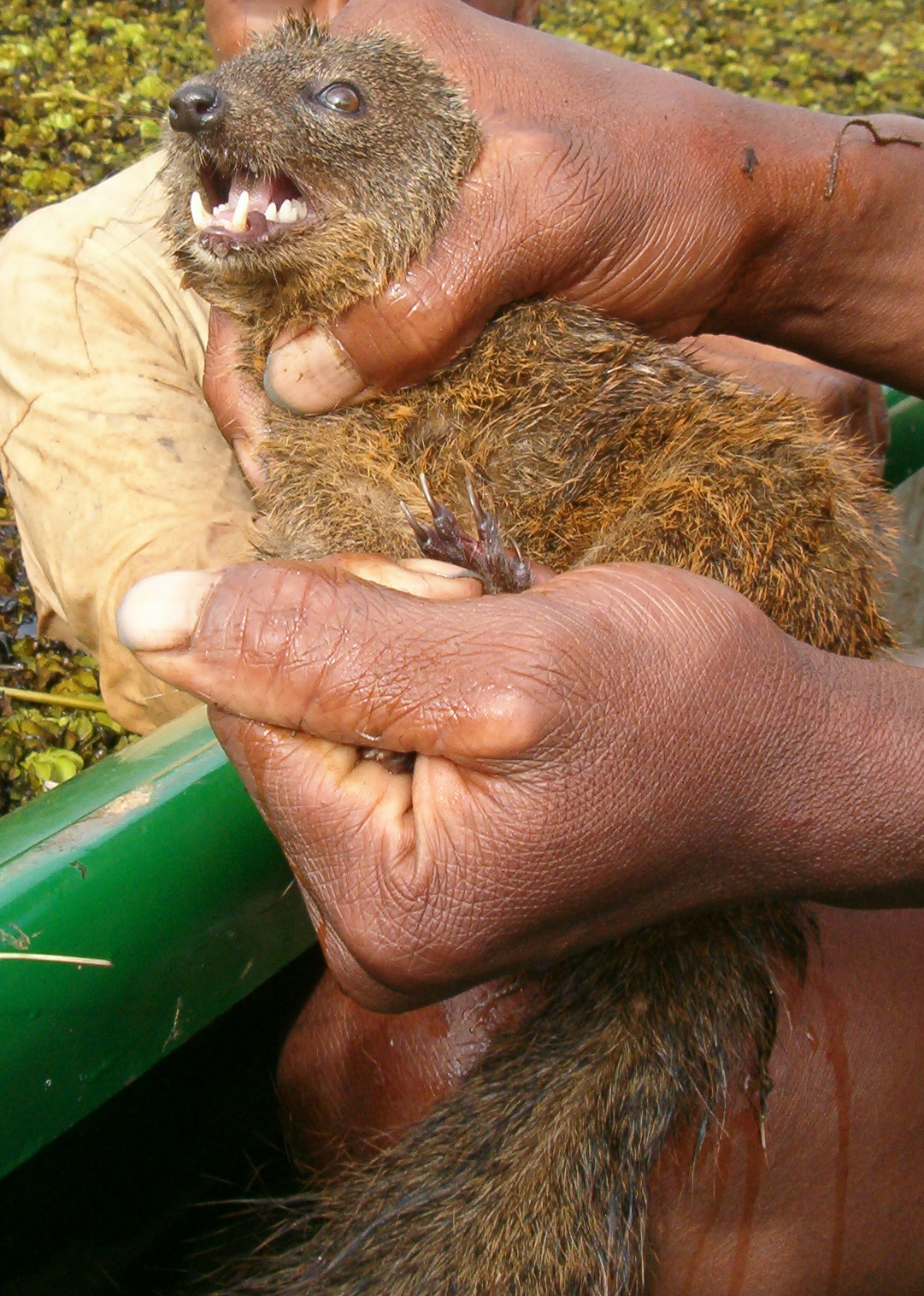
Cầy mangut Durrell (Salanoia durrelli)
Khu vực phân bố các phân họ Họ Cầy Madagascar